# Rainer Strobelt
Rainer Strobelt (* 27. März 1947 in Ahlen) ist ein deutscher Schriftsteller.

## Leben
Rainer Strobelt wuchs in Ahlen (Westfalen) auf. Nach Höherer Handelsschule, Teilvolontariat als Sportjournalist an einer Bielefelder Tageszeitung (1966) und Abitur studierte er ab 1969 Slawistik und Anglistik in Freiburg im Breisgau, Zagreb und Münster. Von 1977 bis 2010 arbeitete er als Gymnasiallehrer für Englisch, Russisch, Deutsch als Fremdsprache und Literatur. Im Rahmen dieser Tätigkeit war er auch im Auslandsschuldienst tätig und unterrichtete in Kroatien Deutsch als Fremdsprache und war in Bosnien-Herzegowina in den Jahren 2002 bis 2008 Fachberater für Deutsch.
Literarisch bekannt geworden ist Strobelt seit 1990 durch die Veröffentlichung von Gedichten (erstmals in der Wochenzeitschrift Luxemburger Wort) sowie Schriftstellerportraits in Fachzeitschriften, Lyrikübersetzungen und Rezensionen. Strobelt erstellt persönliche Faszinationsregister der deutschen Sprache (Mond um Mond). Er schreibt mitunter auch auf Englisch oder Kroatisch. Ulla Lachauer adelt den Lyriker Rainer Strobelt als Meister der lyrischen Miniatur; Theo Breuer nennt ihn einen kolossalen Minimalisten.
2015 hatte er einen Leseauftritt bei Sarajevski dani poezije.
Führte 2016 in der Kurzprosa die Kunstfigur „Strittig“ ein mit ihren Äußerungen, den „Strittlingen“.
Rainer Strobelt lebt in Warendorf.

## Werke

### Einzeltitel
- 68 plus. Gedichte. Bruno Runzheimer Verlag, Essen 1994.
- bei bäumen liegen. Gedichte. Rhön-Verlag, Hünfeld 1997.
- z żabą i deszczem. Gedichte. Deutsch – Polnisch. Olsztyn 1998.
- ganz zu schweigen von. Gedichte. Peter-Segler-Verlag, Freiberg 2000, ISBN 3-931445-00-3.
- telegramm an gryphius. Gedichte. Peter-Segler-Verlag, Freiberg 2003, ISBN 3-931445-02-X.
- umland. Gedichte. Peter-Segler-Verlag, Freiberg 2006, ISBN 3-931445-17-8.
- schöner ganzer frieden. Gedichte. Peter-Segler-Verlag, Freiberg 2009, ISBN 978-3-931445-06-5.
- dein name steht wie eine welt. 123 Liebe-Gedichte. Peter-Segler-Verlag, Freiberg 2013, ISBN 978-3-931445-23-2.
- leichte athletik. Launige Gedichte. Peter-Segler-Verlag, Freiberg 2015, ISBN 978-3-931445-24-9.
- Strittig. Kurzprosa. Peter-Segler-Verlag, Freiberg 2016, ISBN 978-3-931445-26-3.
- Strittig wieder. Kurzprosa. Peter-Segler-Verlag, Freiberg 2018, ISBN 978-3-931445-27-0.
- lüfte fragen. Gedichte. chiliverlag, Verl 2021, ISBN 978-3-943292-96-1.
- Strittig die dritte. Frische Kurzprosa vom kolossalen Minimalisten. epubli 2022, ISBN 978-3-7549-7668-5.
- An Deutschland. Gedichte aus dreißig Jahren. epubli 2024, ISBN 978-3-7584-9103-0.
- Von Sinnen. Gedichte aus dreißig Jahren. epubli  2025, ISBN 9783819040344.

### Anthologien und Literaturzeitschriften (Auswahl)
- Jürgen Polinske (Hrsg.): „Ich will alles von der Welt“, deutsch-spanisch, Klak Verlag, Berlin 2022.
- Jolanda Fäh und Susanne Mathies (Hrsg.): Poesie Agenda, orte Verlag, CH-Schwellbrunn 2018, 2019, 2023.
- Axel Kutsch (Hrsg.): Versnetze. Verlag Ralf Liebe, Weilerswist 2012, 2013, 2015, 2016, 2019, 2021, 2022.
- Ralph Grüneberger (Hrsg.): Poesiealbum neu. Gesellschaft für zeitgenössische Lyrik, Leipzig 2011 und 2013.
- Lyrikforum Köln (Hrsg.): Verszeit. Köln 2004 und 2005.
- Axel Kutsch (Hrsg.): Das große Buch der kleinen Gedichte. Landpresse, Weilerswist 1998.
- Erik Martin (Hrsg.): Muschelhaufen. Viersen 1997 und 2000.
- Axel Kutsch (Hrsg.): Orte. Ansichten. Landpresse, Weilerswist 1997.
- Rainer A. Krewerth (Hrsg.): Jahrbuch Westfalen 1996–2000.
- Axel Kutsch (Hrsg.): Jahrhundertwende. Landpresse, Weilerswist 1996.
- Peter Segler (Hrsg.): vater, mein vater ...! Peter-Segler-Verlag, Freiberg 1996.
- Axel Kutsch (Hrsg.): Der Mond ist aufgegangen. Landpresse, Weilerswist 1995.
- Al’Leu (Hrsg.): Lyrik 90/94, Edition LEU, Zürich 1995.
- Jürgen Jankovsky und Joachim Sailer (Hrsg.): Annäherungen. Ein Lesebuch. Europa Forum, Halle an der Saale 1993.